# 신아오배 세계바둑오픈
신아오배 세계바둑오픈전(중국어: 新奥杯世界围棋公开赛)은 국제위기연맹, 중국기패운동관리중심(중국기원), 허베이성 체육국, 랑팡시 인민정부가 주최ㆍ중국위기협회, 허베이성 위기협회, 랑팡시 체육국이 주관한다. 타이틀 스폰서는 중국 신오 그룹이다. 후원사 신오 그룹은 중국 최대 민간 가스회사로 중국 100개 이상 도시, 6천만 명 이상의 주민에게 가스를 공급한다. 중국, 유럽, 북아메리카에서 LNG를 선박연료로 공급하는 사업에서도 성장세를 보이고 있는 대기업으로 알려져 있다.

## 상금
- 우승 상금은 220만위안(한화 약 3억9천만원), 준우승 80만위안(약 1억4천만원), 4강패자 28만위안

## 대국규정
- 본선 64강부터 8강까지는 단판 토너먼트로 준결승은 3번기로 열린다다. 본선에선 64강 추첨 대진으로 32강까지 진행하고, 16강부터는 동일 국가나 지역 선수가 만나는 걸 피해 매 회전 추첨하는 것을 원칙으로 한다.
- 통합예선 제한시간 2시간, 초읽기 1분 5회.
- 본선 제한시간 2시간30분, 초읽기 1분 5회.

## 역대 우승자
| 회수 | 연도      | 우승      | 전적 | 준우승        |
| ---- | --------- | --------- | ---- | ------------- |
| 1    | 2016-2017 | 커제 九단 | 3-2  | 펑리야오 六단 |